# لاتيه والحجر السحري
لاتيه والحجر السحري (بالألمانية: Latte Igel und der magische Wasserstein) هو فيلم رسوم متحركة لعام 2019 من إخراج ميمي ماينارد و ريجينا ويلكر و نينا فيلس، من تأليف مارتن بهنكي و أندريا ديبيرت و مارينا مارتينز و يشب مولر وبطولة اشلي بورنانسين و داني فيزنفيلد و ليزلي ل.ميللر.

## وصلات خارجية
- لاتيه والحجر السحري على موقع IMDb (الإنجليزية)
- لاتيه والحجر السحري على موقع نتفليكس (الإنجليزية)
- لاتيه والحجر السحري على موقع قاعدة بيانات الأفلام العربية
- لاتيه والحجر السحري على موقع ألو سيني (الفرنسية)
- لاتيه والحجر السحري على موقع قاعدة بيانات الأفلام السويدية (السويدية)
- لاتيه والحجر السحري على موقع قاعدة بيانات الفيلم (الإنجليزية)
- لاتيه والحجر السحري على موقع ليتربوكسد (الإنجليزية)
- لاتيه والحجر السحري على موقع كينوبويسك (الروسية)